# José González Sarandón
José González Sarandón (Galicia, ¿? - ¿?) fue un abogado y político español. 

## Trayectoria
En la dictadura de Primo de Rivera fue concejal y teniente de alcalde de Arbo hasta mediados del 1925. Dirigió el semanario Aires del Miño (1926-1927). En la República fue secretario de la Sociedad de Oficios y Profesiones varias de Arbo y sus contornos.